# Салка
Салка (словац. Salka, угор. Ipolyszalka) — село, громада округу Нове Замки, Нітранський край. Кадастрова площа громади — 26.07 км².

## Населення і етнічний склад
Населення складає 991 особа (станом на 31 грудня 2019 року).
Етнічний склад — 94 % угорців і 6 % словаків.

## Історія
Угорський Анонім вказує, що ці землі вже були завойовані та заселені угорцями на той момент, коли поселення вперше згадується в 1156 році як Залка (Zalka), тоді королівський маєток. З цього часу є згадки про перебування тут митниці та складів королівської солі. Відновлюючи країну після монгольської навали 1241-1242 рр., король Бела IV у 1261 році передав поселення архієпископу Естергому, який володів селом до 1848 року.
До Тріанонського мирного договору поселення входило до комітату Хонт, яке належало до області Шобі, після чого стало частиною нової чехословацької держави. У період з 1938 по 1945 рік село знову перебувало в складі Угорщини.

## Населення
| Рік:            | 1994. | 2004.   | 2014.   | 2024.   |
| --------------- | ----- | ------- | ------- | ------- |
| Кількість осіб: | 1107  | 1059    | 1017    | 983     |
| Різниця:        |       | -4,33 % | -3,96 % | -3,34 % |

| Рік:            | 2023. | 2024.   |
| --------------- | ----- | ------- |
| Кількість осіб: | 979   | 983     |
| Різниця:        |       | +0,40 % |